# 차시우야르 전투
차시우야르 전투는 바흐무트시에서 서쪽으로 10km 떨어진 우크라이나의 도시 차시우야르에서 벌어지는 전투이다. 바흐무트 전투 이후 러시아의 전진은 중단되었다가, 아우디이우카 전투 이후 러시아가 차시우야르를 향해 진격을 개시했다.

## 같이 보기
- 러시아의 우크라이나 침공의 무력 충돌 목록
- 아우디이우카 전투 (2022년~2024년)
- 바흐무트 전투